# 阿尔泰尼亚
阿尔泰尼亚（義大利語：Artegna），是意大利弗留利-威尼斯朱利亚大区乌迪内省的一个市镇。总面积11平方公里，人口2927人，人口密度266.1人/平方公里（2009年）。ISTAT代码为030006。